# Guarani D'Oeste
Guarani D'Oeste este un oraș în São Paulo (SP), Brazilia.